# Округ Осиола (Мичиген)
Округ Осиола (енгл. Osceola County) је округ у америчкој савезној држави Мичиген.

## Демографија
По попису из 2010. године број становника је 23.528, што је 331 (1,4%) становника више него 2000. године.
| Група             | 2000.          | 2010.          |
| Белци             | 22.461 (96,8%) | 22.531 (95,8%) |
| Афроамериканци    | 81 (0,3%)      | 133 (0,6%)     |
| Азијати           | 50 (0,2%)      | 49 (0,2%)      |
| Хиспаноамериканци | 230 (1,0%)     | 344 (1,5%)     |
| Укупно            | 23.197         | 23.528         |